# Liste der Monuments historiques in Thumeries
Die Liste der Monuments historiques in Thumeries führt die Monuments historiques in der französischen Gemeinde Thumeries auf.

## Liste der Objekte
| Bezeichnung | Beschreibung            | Standort                      | Kennzeichnung | Schutzstatus | Datum | Bild |
| ----------- | ----------------------- | ----------------------------- | ------------- | ------------ | ----- | ---- |
| Taufbecken  | Marmor, 18. Jahrhundert | in der Kirche St-André (Lage) | PM59008276    | Inscrit      | 1973  |      |